# Vite-vite-pequeno
A Vite-vite-pequeno (Pachysylvia decurtata) é uma  ave passeriforme da família vireo. Produz do nordeste do México ao sul do Equador ocidental.
Esta é uma espécie comum de planícies e sopés até 1,200 m (3,900 ft) de altitude, onde habita a copa e bordas da floresta, e as copas das árvores em áreas de segundo crescimento ou semiabertas. O ninho é uma xícara profunda de folhas mortas e teias de aranha presas pela borda aos galhos 10–15 m (33–49 ft) no alto de uma árvore. A embreagem normal é de dois ovos brancos marrons.
O Vite-vite-pequeno adulto é 10 cm (3.9 in) de comprimento e pesa 9 g (0.32 oz) . Tem partes superiores verde-oliva e uma cabeça cinza pálido com um anel de olho branco. As partes inferiores são brancas com um tom amarelo no peito e um pouco de azeitona nos flancos. As aves jovens são mais opacas e marrons na parte superior e têm um tom amarelado nas laterais da cabeça e do peito.
Existem duas raças. Nomear H. d. decurtatus que se reproduz do centro do Panamá para o sul tem uma coroa verde na cabeça e H. d. minor ocupa a parte norte do alcance do pássaro. A última subespécie recebeu anteriormente o status de espécie como Greenlet coroado de cinza (H. minor), mas as duas formas cruzam extensivamente no centro do Panamá e agora são consideradas coespecíficas.